# Euodynerus semisaecularis
Euodynerus semisaecularis är en stekelart som först beskrevs av Dalla Torre 1889.  Euodynerus semisaecularis ingår i släktet kamgetingar, och familjen Eumenidae. Utöver nominatformen finns också underarten E. s. macedonicus.